# Theodor Wotschke
Theodor Wotschke, ou Theodor Otto Gustav Wotschke (né à Meseritz le 23 mars 1871 et mort à Pratau (Wittemberg) le 11 septembre 1939) est un historien, philosophe, pasteur luthérien et professeur allemand.

## Biographie
Theodor Wotschke est le fils Berthold Wotschke († 1878), propriétaire d'usine et marchand, et de Charlotte Triebel,la fille d'un propriétaire foncier. Après avoir fréquenté l'école secondaire de Meseritz, il commence en 1890 des études de théologie et de philosophie à l'université de Halle-Wittemberg, qu'il poursuit en 1892 à l'université Humboldt de Berlin et plus tard à l'université de Wrocław. Après avoir passé son premier examen de théologie à Poznań en 1893, il fréquente le séminaire protestant de Wittemberg en 1895, où il obtient son deuxième examen de théologie.
Il reçoit ensuite un doctorat de philosophie de l'université de Leipzig, en 1896. Le 31 octobre 1897 à Poznań, il a été consacré pasteur proposant à Gogolin et, à partir de 1900, il est pasteur adjoint, et chargé de l'enseignement religieux à Ostrowo. Après avoir pris la direction d'une paroisse à Santomischel en 1903, il obtient une licence en théologie en 1906 à Wrocław. En 1912, il est pasteur à Eutzsch puis, le 16 mai 1915, pasteur à Pratau, où il travaille jusqu'à sa retraite le 1er avril 1937.
Wotschke, qui parlait parfaitement le polonais, a étudié l'histoire du protestantisme en Prusse, en Lituanie, en Silésie et en Pologne. De nombreux documents traitent des différents aspects de l'histoire du piétisme et des fondements de l'histoire de la Réforme protestante. Entre autres choses, il a publié dans la revue Archiv für Reformationsgeschichte (Archives de l'histoire de la Réforme).
Il passe ses dernières années principalement avec la famille de son fils à Piesteritz (Wittemberg).

## Distinctions
- Docteur honoris causa de théologie de l'université de Halle-Wittemberg, pour ses nombreuses contributions régionales et nationales (1917)
- Docteur honoris causa de l'université de Wrocław

## Publications

### Livres
- Fichten und Erigena. Darstellung und Kritik zweier verwandter Typen eines idealistischen Pantheismus. Dissertation, Leipzig 1896.
- Der briefwechsel der Schweizer mit den Polen, Éditions M. Hensius Nachfolger, Leipzig, 1908 (lire en ligne)
- Geschichte der Reformation in Polen., Verein für Reformationsgeschichte (Association pour l'histoire de la Réforme), Leipzig 1911.
- Die Reformation im Lande Posen, 3 volumes, Oskar Eulitz, Lissa in Preußen 1913.
- Polnische Studenten in Heidelberg, Éditions Priebatsch, Breslau 1926.
- Das grosse Elbehochwasser 1655, Éditions Adolf Tietze, Wittemberg 1926.
- Hilferufe nach der Schweiz, Éditions Concordia, Posen 1929.
- Der Pietismus in Moskau., Éditeur de la Société historique de Poznań, Poznań 1930.

### Articles
- « Christoph Thretius. Ein Beitrag zur Geschichte des Kampfes der reformierten Kirche gegen den Antitrinitarismus in Polen », dans Altpreussische Monatsschrift, Königsberg, 1907, volume 44, p. 1-42, 151-210 (lire en ligne)
- « Zur Geschichte der Unitarier in de Mark », dans Jahrbuch für brandenburgische Kirchengeschichte, volume 7/8 (1911–1912), p. 161–223.
- « Calovs Historia syncretistica », dans Zeitschrift für Kirchengeschichte, volume 36 (1916), p. 424–458.
- « Die polnischen Unitarier in Kreuzburg », dans Correspondenzblatt des Vereins für Geschichte der evangelischen Kirche Schlesiens, volume 12 (1921), p. 1–28.
- « Schleswig-Holstein und die Polnische Brüder|polnischen Brüder », dans Schriften des Vereins für Schleswig-Holsteinische Kirchengeschichte, 2. Reihe (Beiträge und Mitteilungen), volume 8, 1926, p. 62–87.
- « Friedrich Brecklings niederrheinischer Freundeskreis », dans Monatshefte für katholische Kirchenmusik (MRKG), volume 17 (1927), p. 3–21.
- « Briefe vom Niederrhein an Spener und Francke », dans Monatshefte für katholische Kirchenmusik, volume 17 (1927), p. 129–154, 186–189.
- « August Hermann Franckes rheinische Freunde in ihren Briefen (1701-1724) », dans Monatshefte für Rheinische Kirchengeschichte, volume 22 (1928), p. 81–92, 103–123, 151–158, 175–186, 206–219, 236–251, 264–278, 308–320, 343–350, 366–373.
- « Der märkische Freundeskreis Brecklings », dans Jahrbuch für brandenburgische Kirchengeschichte (JBrKG), volume 23 (1928), p. 134–203, volume 24 (1929), p. 168–177.
- « August Hermann Frankes Debora », dans Neue Kirchliche Zeitschrift, volume 20 (1929), p. 264–283, 292–303.
- « Speners und Franckes rheinische Freunde in ihren Briefen », dans Monatshefte für katholische Kirchenmusik, volume 19 (1929), p. 321–357 et volume 21 (1931), p. 331–348.
- « Der Pietismus in Thüringen, dans Thüringisch-Sächsische Zeitschrift für Geschichte und Kunst », volume. 18 (1929), p. 1–55.
- « Prophet Schanenfeld in Köln », dans Monatshefte für Rheinische Kirchengeschichte, volume 27 (1933), p. 26–28.
- « Polnische und litauische Studenten in Königsberg », dans Jahrbücher für Kultur und Geschichte der Slaven Neue Folge, volume 6 (1930), p. 428–447.
- « Aus Wittenberger Kirchenbüchern », dans Archiv für Reformationsgeschichte (ARG), volume 29 (1932), p. 169–223.
- « Vom Tode der Zionsmutter Anna Eller 1743 in Ronsdorf », dans Monatshefte für rheinische Kirchengeschichte, volume 27 (1933), p. 28–31.
- « Schwärmerbriefe », dans Monatshefte für katholische Kirchenmusik, volume 29 (1935), p. 12–27.
- « Urkunden zur Geschichte des Pietismus in der Nordmark », dans Schriften des Vereins für Schleswig-Holsteinische Kirchengeschichte, 2. Reihe (Beiträge und Mitteilungen), volume 9, 1935, p. 453–499.
- « Der Pietismus in der Provinz Sachsen », dans Zeitschrift des Vereins für Kirchengeschichte der Provinz Sachsen und des Freistaates Anhalt, volume 37/38 (1940), p. 38–84.